# Junk (álbum de M83)
Junk es el séptimo álbum de estudio de la banda francesa de música electrónica M83, lanzado el 8 de abril de 2016 en Naïve Records en Francia, y por Mute Records en los Estados Unidos. Es el primer álbum lanzado por la banda en una media década, desde 2011 con Hurry Up, We're Dreaming; y también es el primer lanzamiento desde Digital Shades Vol. 1 (2007) sin el vocalista y teclista Morgan Kibby. El álbum también ofrece apariciones de Mai Lan, Steve Vai, Susanne Sundfør, Beck y Jordan Lawlor..

## Historia
Junk marca el primer lanzamiento de estudio de la banda sin el vocalista y teclista de larga data Morgan Kibby, que dejó la banda antes de las sesiones de grabación del álbum. El 4 de marzo de 2016, González anunció que la música de Dallas Kaela Sinclair estaría reemplazando a Kibby por la próxima gira de apoyo a Junk, a quien encontró en una audiencia multidireccional en línea. La pista "Walkway Blues" marca la composición de debut y la contribución vocal principal de Jordan Lawlor, conocido por su nombre de teatro J. Laser, que también fue contratado a través de una audiencia multidireccional en 2011.
González señaló que se inspiró en las series de televisión de los años 70 y 80 como Punky Brewster y Who's the Boss?, diciendo: "Siento que los programas de televisión empiezan a sonar y verse iguales. Ya no hay más pasión. Así que este álbum es un homenaje a esos espectáculos pasados de moda."
El guitarrista Steve Vai hace una aparición sin acreditar en la canción "Go!".

## Lanzamientos
El primer sencillo del álbum "Do It, Try It", fue lanzado el 1 de marzo de 2016. El segundo sencillo del álbum, "Solitude", fue lanzado el 17 de marzo de 2016 en Australia y Nueva Zelanda, y el 18 de marzo de 2016, en todo el mundo. El tercer sencillo del álbum, "Go!" (con Mai Lan), fue lanzado el 5 de abril de 2016.

## Recepción de la crítica
Junk recibió críticas generalmente favorables de los críticos de la música contemporánea. En Metacritic, se le asignó una puntuación normalizada de 100 por críticas de los principales críticos. El álbum recibió una puntuación media ponderada de 66, basada en 29 revisiones, que indican: "revisiones generalmente favorables".

## Lista de canciones
| N.º | Título                                     | Duración |  |
| 1.  | «Do It, Try It»                            | 3:37     |  |
| 2.  | «Go!» (featuring Mai Lan)                  | 3:55     |  |
| 3.  | «Walkway Blues» (featuring Jordan Lawlor)  | 4:49     |  |
| 4.  | «Bibi the Dog» (featuring Mai Lan)         | 3:54     |  |
| 5.  | «Moon Crystal»                             | 2:26     |  |
| 6.  | «For the Kids» (featuring Susanne Sundfør) | 4:41     |  |
| 7.  | «Solitude»                                 | 6:03     |  |
| 8.  | «The Wizard»                               | 2:25     |  |
| 9.  | «Laser Gun» (featuring Mai Lan)            | 4:16     |  |
| 10. | «Road Blaster»                             | 4:21     |  |
| 11. | «Tensión»                                  | 2:05     |  |
| 12. | «Atlantique Sud» (featuring Mai Lan)       | 3:24     |  |
| 13. | «Time Wind» (featuring Beck)               | 4:09     |  |
| 14. | «Ludivine»                                 | 1:35     |  |
| 15. | «Sunday Night 1987»                        | 4:00     |  |

## Posicionamiento
| Lista (2016)                            | Mejor posición |
| --------------------------------------- | -------------- |
| Australia (ARIA)                        | 12             |
| Bélgica (Ultratop flamenca)             | 34             |
| Bélgica (Ultratop valona)               | 30             |
| Canadá (Billboard Canadian Albums)      | 46             |
| Países Bajos (Album Top 100)            | 57             |
| Francia (SNEP)                          | 26             |
| Alemania (Media Control Charts)         | 87             |
| Irlanda (IRMA)                          | 52             |
| Irlanda (IRMA)                          | 6              |
| Noruega (VG-lista)                      | 34             |
| Escocia (Scottish Albums Chart)         | 30             |
| España (PROMUSICAE)                     | 56             |
| Suiza (Schweizer Hitparade)             | 30             |
| Reino Unido (UK Albums Chart)           | 28             |
| Reino Unido (UK Independent Albums)     | 6              |
| Estados Unidos (Billboard 200)          | 26             |
| Estados Unidos (Independent Albums)     | 3              |
| Estados Unidos (Top Alternative Albums) | 4              |
| Estados Unidos (Top Rock Albums)        | 6              |